# In-vitro-Diagnostikum
In-vitro-Diagnostikum (IVD) ist ein Begriff für Medizinprodukte zur medizinischen Laboruntersuchung von aus dem menschlichen Körper stammenden Proben. Diese werden außerhalb des Körpers (lateinisch in vitro ‚im Glas‘) untersucht, um eine Diagnose zu erzielen.

## Definition
Eine umfassende Definition lautet: In-vitro-Diagnostikum (IVD) ist jedes Medizinprodukt, das als Reagenz, Reagenzprodukt, Kalibriermaterial, Kontrollmaterial, Kit, Instrument, Apparat, Gerät oder System – einzeln oder in Verbindung miteinander – nach der vom Hersteller festgelegten Zweckbestimmung zur In-vitro-Untersuchung von aus dem menschlichen Körper stammenden Proben, einschließlich Blut- und Gewebespenden, verwendet wird und ausschließlich oder hauptsächlich dazu dient, Informationen zu liefern:
- über physiologische oder pathologische Zustände oder
- über angeborene Anomalien oder
- zur Prüfung auf Unbedenklichkeit und Verträglichkeit bei den potentiellen Empfängern oder
- zur Überwachung therapeutischer Maßnahmen.

Probenbehältnisse gelten als In-vitro-Diagnostika. Probenbehältnisse sind luftleere wie auch sonstige Medizinprodukte, die vom Hersteller speziell dafür gefertigt werden, aus dem menschlichen Körper stammende Proben unmittelbar nach ihrer Entnahme aufzunehmen und im Hinblick auf eine In-vitro-Diagnose aufzubewahren.
Erzeugnisse für den allgemeinen Laborbedarf gelten nicht als In-vitro-Diagnostika, es sei denn, sie sind aufgrund ihrer Merkmale nach ihrer vom Hersteller festgelegten Zweckbestimmung speziell für In-vitro-Untersuchungen zu verwenden.
Die Verantwortung für die Festlegung der Zweckbestimmung und damit für die Entscheidung, ob ein Produkt ein In-vitro-Diagnostikum ist, trägt der Hersteller.

## Gesetzliche Regelungen

### Richtlinie 98/79/EG
Das Inverkehrbringen von In-vitro-Diagnostika wurde innerhalb der Europäischen Union durch die so genannte IVD-Richtlinie 98/79/EG (auch IVDD – In vitro diagnostic directive genannt) geregelt, welche in Deutschland und Österreich durch das nationale Medizinproduktegesetz, in der Schweiz durch das Heilmittelgesetz umgesetzt ist. Für so genannte In-Haus-Produkte gilt diese Richtlinie nicht (Artikel 1 Abs. 5 der Richtlinie 98/79/EG), sehr wohl aber entsprechende Regelungen aus nationalen Gesetzen.
Mit Ausnahme von Produkten für Leistungsbewertungszwecke, Sonderanfertigungen, IVD aus In-Haus-Herstellung sowie Produkten für die klinische Prüfung müssen alle In-vitro-Diagnostika bei ihrem Inverkehrbringen mit einer CE-Kennzeichnung versehen sein.
Die Bewertung von In-vitro-Diagnostika gemäß Anhang II der Richtlinie 98/79/EG (z. B. HIV-Tests) sowie In-vitro-Diagnostika zur Eigenanwendung muss unter Beteiligung von Benannten Stellen erfolgen. Alle anderen In-vitro-Diagnostika können in Eigenverantwortung des Herstellers von ihm selber mit dem CE-Kennzeichen versehen und in den Markt gebracht werden. Allein der Hersteller ist also für die Einhaltung aller gesetzlichen Voraussetzungen verantwortlich, meldet das Produkt bei der zuständigen Behörde, hält die nötigen technischen Dokumentationen bereit und versieht das Produkt mit dem CE-Kennzeichen.
Regelungen für das Inverkehrbringen bzw. die Inbetriebnahme der o. g. Produkte wie z. B. Sonderanfertigungen oder Produkten aus In-Haus-Herstellung finden sich in § 12 MPG.
Für Sonderanfertigungen ist z. B. das Konformitätsbewertungsverfahren gemäß § 7 Abs. 5 MPV vorgeschrieben. Danach hat der Hersteller eine Erklärung gemäß Nr. 2.1 des Anhangs VIII der Richtlinie 93/42/EWG auszustellen (enthält z. B. Daten zur Identifizierung des Produkts sowie eine Versicherung, dass das Produkt den in Anhang I der Richtlinie genannten Grundlegenden Anforderungen entspricht) sowie die Dokumentation nach Nr. 3.1 des Anhangs VIII der Richtlinie 93/42/EWG zu erstellen (Beschreibung von Auslegung, Herstellung, tatsächliche Leistungsdaten des Produkts usw.).
Für die Inbetriebnahme von IvD aus In-Haus-Herstellung finden die (erleichterten) Vorschriften gem. § 5 Abs. 6 MPV (soweit zutreffend) entsprechende Anwendung (§ 12 Abs. 1 Satz 3 MPG). Dieses Privileg gilt nicht für IvD, die in industriellem Maßstab zum Zweck der medizinischen Analyse bzw. Diagnose hergestellt werden sollen, ohne in den Verkehr gebracht zu werden. Nur wenn ein Labor IvD für den ausschließlichen Gebrauch in der eigenen Einrichtung herstellt und kein Wiederverkauf des In-vitro-Diagnostikums erfolgt, kann auf eine CE-Kennzeichnung verzichtet werden. Dies entbindet den Hersteller jedoch nicht von der Durchführung des Konformitätsbewertungsverfahrens bzw. von der Erstellung der Technischen Dokumentation für jedes Produkt. Für Produkte der Liste A und B der IvD-Richtlinie muss auch bei Produkten aus In-Haus-Herstellung eine benannte Stelle eingebunden werden.

### Verordnung (EU) 2017/746 über In-vitro-Diagnostika
Nach mehrjährigen Verhandlungen ist die neue Verordnung (EU) 2017/746 über In-vitro-Diagnostika am 25. Mai 2017 offiziell in Kraft getreten. Nach einer fünfjährigen Übergangszeit ist sie seit dem 26. Mai 2022 für alle Hersteller verpflichtend anzuwenden. Im Rahmen der neuen Verordnung wird eine neue Klassifizierungsstruktur (Bewertungsklassen A–D) eingeführt, die sich nach der Zweckbestimmung der Produkte richtet. Wenn der Hersteller für ein Produkt mehrere Zweckbestimmungen angibt und das Produkt daher mehr als einer Klasse zuzuordnen ist, wird es in die jeweils höchste der Klassen eingestuft. Generell dürfte die neue Verordnung zu zusätzlichen Anforderungen für die Zulassung neuer und bestehender IVDs führen. Dies gilt besonders für die deutliche gestiegenen Anforderungen im Rahmen der technischen Dokumentation und der klinischen Studien.
Medizinprodukte sind separat reguliert (vgl. Verordnung (EU) 2017/745 über Medizinprodukte).

### Nationaler Rechtsrahmen (Deutschland)
Auf nationaler Ebene wurden die In-vitro-Diagnostika (IVD) bisher durch das Medizinproduktegesetz (MPG) reguliert. Dieses wurde betreffend IVD mit Wirkung vom 26. Mai 2022 durch das Medizinprodukterecht-Durchführungsgesetz (MPDG) abgelöst. Das MPDG dient der Durchführung und Ergänzung der IVDR auf nationaler Ebene.

## Zulassung
Die Entwicklung und Zulassung von In-vitro-Diagnostika ist in etwa vier bis sechs Jahren möglich. Im Vergleich zur Medikamentenentwicklung ist dies etwa der halbe Zeitraum. Als Investitionen werden dabei Beträge von 5 bis 15 Mio. € genannt. Die Prüfungen mit der abschließenden Zulassung sind längst nicht so aufwändig wie bei der Medikamentenentwicklung. Beispielsweise sind Nebenwirkungen und Toxizität bei In-vitro-Methoden, die auf der Analyse von entnommenen Körperflüssigkeiten basieren, nicht zu untersuchen.